# Савинська загальноосвітня школа І-ІІ ступеня імені Героя Радянського Союзу Д.І.Бабака
Савинська гімназія імені Героя Радянського Союзу Д.І.Бабака — загальноосвітня школа, розташована у с Савинці ( Оржицький районПолтавської області). Носить ім'я Героя Радянського Союзу Бабака Д.І.

## Загальні дані
Сьогодні в школі навчається 64 учні, працює 11 учителів. Із них 5 учителів 1 категорії, 3 учителі 2 категорії, 3 учителі мають категорію «спеціаліст». Протягом останніх 10 років наші учні неодноразово  ставали переможцями районних спортивних змагань, районного етапу Всеукраїнських учнівських  олімпіад з історії та хімії,  за що були нагороджені грамотами.

## З історії шкільництва і школи в Савинцях

### Земська школа в Савинцях
У книзі Терегикевича ,,Сборник по хозяйственной статистике Полтавской губернии” т. IV, 1885 р., записано: ,,Село Савинцы Денисовской волости: учение у местных грамотных солдат идёт плохо, так как учатся только 3 зимних месяца и до последующей зимы успевают всё перезабыть“.
Лише в кінці XIX століття відкрилась церковно-приходська школа для заможних і набожних селян. У цей час уже працювала земська школа в найнятих хатах. Учителі і школа утримувались за кошти батьків учнів. Лише в 1913 році була побудована земська школа, яка була спалена в 1941 році.
У 1919 році церковно-приходська школа була закрита. Всі учні навчалися в одній школі.
У 20-х роках школа була центром політичної роботи на селі. Дорослі вчилися ввечері. Протягом якихось 15 років у селі, в основному, неписьменність була ліквідована.
У 1928 році приміщення квартири сільського священника було передано школі, де утворились дві класні кімнати (із 1966 року – їдальня для учнів).
Також школі передано хату багатого тоді селянина (Мазяїна), де організували шкільну майстерню (це через дорогу до  основного приміщення школи.) У 30-ті роки майже в кожному класі було по 45 учнів. Учні четвертого класу були піонерами, учителі цих класів були і піонервожатими.
У 1937 році Савинська початкова школа переведена на семирічну.
У вересні  1943 року село було звільнене від фашистів. Відновилася робота школи. Колгосп ,,Шлях до кращого” передав  їй у користування приміщення клубу, в якому обладнали 4 класні кімнати при директору Крівченку Я.Ф. Тут навчалися старші класи.
У 1959 році колгосп побудував приміщення для медпункту на подвір”ї школи і передав їй у тимчасове користування. В цьому році була перетворена Савинська семирічна  школа у восьмирічну. Приміщення тісне, класи малі, тодішній директор Тіцький Григорій Григорович організував добудову двох класних кімнат.
У 1961 році було розпочато будівництво нового приміщення школи при Тіцькому Г.Г. (1957-64 рр ). Будівництво проводилось за кошти колгоспу (в державні плани це  не входило), тому важко і довго ішла робота, а директор був сам і керівником будівництва. Приміщення було введене в дію у вересні  1967 року.

### Сучасна Савинська школа
Савинська загальноосвітня школа І-ІІ ступенів імені Героя Радянського Союзу Д.І.Бабака Оржицької районної ради Полтавської області функціонує у відповідності з Положенням про загальноосвітній навчальний заклад, затвердженим постановою Кабінету Міністрів України від 27 серпня 2010 року №778. Школа введена в дію 01 вересня 1967 року. Проектна місткість – 152 учнів.
Акти перевірки закладу до нового навчального року, протоколи перевірок стану заземлення, ізоляції, акти СЕС за останні три роки наявні. Висновки експертних комісій позитивні.
Пришкільна територія обсаджена високорослими деревами, переважно березами, липами, каштанами. Площа території – 1,5 га . Перед приміщенням школи розбиті клумби.
Біля будівлі школи доріжка асфальтована.
Земельна ділянка поділяється на такі функціональні зони: навчальна,  виробнича, навчально-дослідна, фізкультурно-спортивна, відпочинку.
Майданчики для рухливих ігор та відпочинку розміщені біля виходів з приміщення і використовуються під час перерв для ігор.
Ззовні будівля школи має привабливий вигляд.
Загальна площа будівлі – 769,7 кв.м.
8 класних кімнат, шкільна бібліотека, комбінована майстерня.
Приємне враження справляє оформлення коридору, шкільної їдальні. Стіни поклеєні шпалерами світло-бежевого кольору, панелі - коричневого кольору.
Куточок символіки розміщено у фоє коридору.     

### Відомі випускники
- Бабак, Демид Иванович — Герой Радянського Союзу.
- Кульбіда Іван Євдокимович — історик, письменник, Лауреат премії імені Лесі Українки.